# 2092 Sumiana
2092 Sumiana este un asteroid din centura principală, descoperit pe 16 octombrie 1969 de Liudmila Cernîh.